# Marie Madeleine en extase
Marie Madeleine en extase (en italien Maria Maddalena in estasi) est un tableau du Caravage peint en 1606, et conservé dans une collection privée à Rome.

## Historique
Il existe au moins 18 copies de la Marie Madeleine en extase du Caravage. L'exemplaire reproduit dans la monographie de John Gash consacrée au Caravage (2003), qui appartient à un collectionneur privé de Rome et qui est généralement nommé l'exemplaire « Klain », a longtemps été réputé le plus fidèle à l'original ; toutefois, en 2014 l'experte Mina Gregori affirme qu'elle a identifié l'original dans un autre tableau, conservé secrètement dans une autre collection privée européenne,,. À la mort du peintre, un magistrat royal aurait fait saisir ce tableau chez sa protectrice Costanza Colonna à titre de garantie des droits des créanciers et héritiers du peintre, puis les propres héritiers du magistrat en auraient hérité.
Le tableau a été exécuté dans les mois qui suivirent la fuite du Caravage après le meurtre de Ranuccio Tommassoni le 29 mai 1606. Le peintre s'était alors réfugié sur les terres de ses protecteurs, les puissants princes Colonna, et les sources de première main rapportent qu'à ce moment « il travaillait à un tableau de Marie-Madeleine. ».

## Description
Selon un récit de La Légende dorée de Jacques de Voragine, populaire à l'époque du Caravage, Marie de Magdala, la plus fidèle disciple du Christ, serait partie s'installer dans le sud de la Gaule, où elle aurait vécu en ermite dans une grotte près d’Aix-en-Provence (appelée depuis « la Sainte Baume »).
Là, chaque jour, elle était transportée par des anges vers Dieu (« extase »), où elle avait « le bonheur d'entendre, de [ses] propres oreilles, les chants des chœurs célestes ». Avant le Caravage, bien des artistes avaient peint Marie touchée par la présence divine comme s'envolant vers des nuages multicolores accompagnée par un cortège d'anges ;

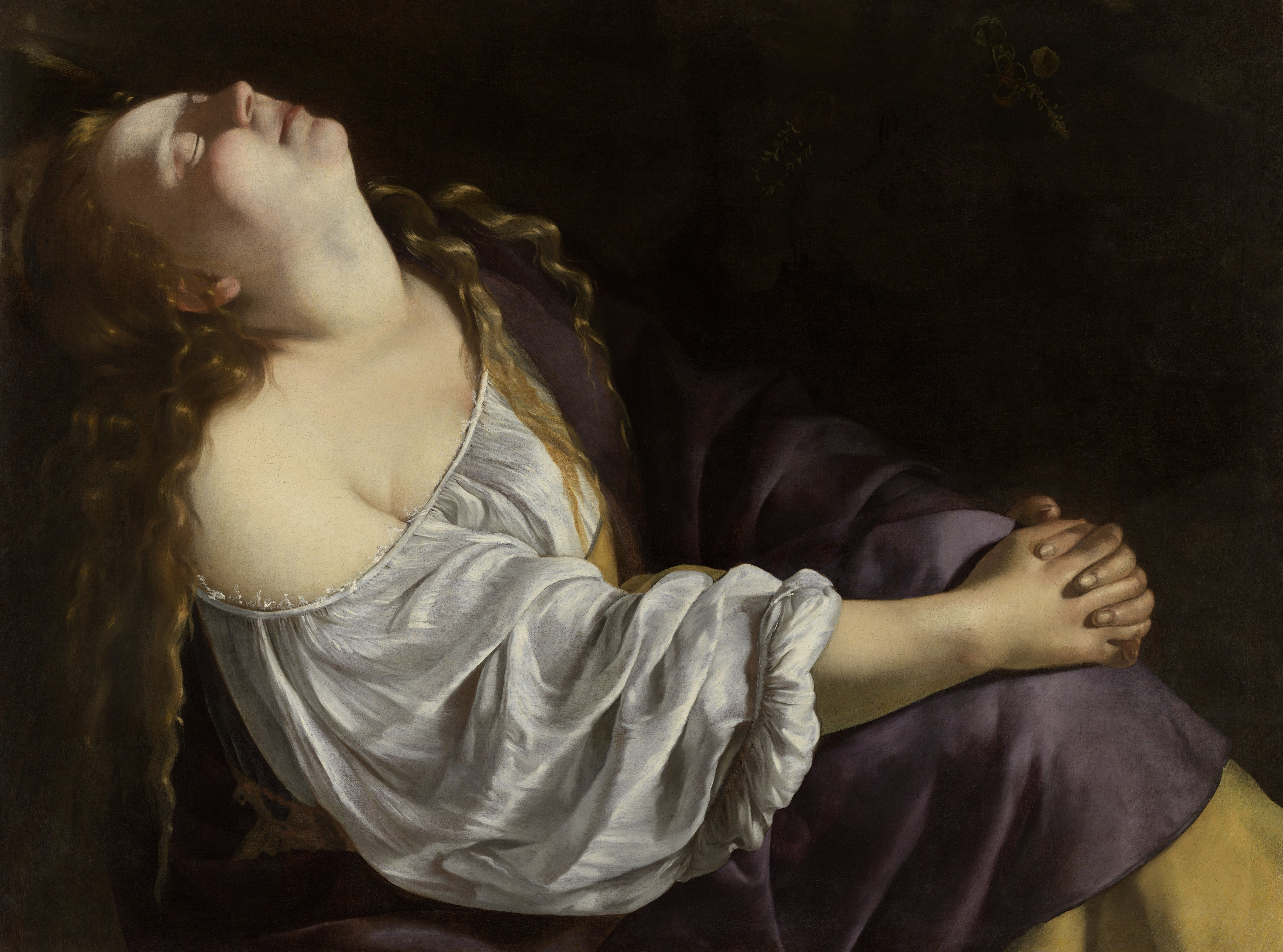
par Artemisia Gentileschi, en 1623

mais Le Caravage est le premier à faire du surnaturel une expérience entièrement intérieure : Madeleine est représentée seule sur un fond sombre et uni, illuminée d'un rai d'intense lumière, la tête renversée en arrière et les yeux baignés de larmes. 
Cette  interprétation naturaliste de la légende, révolutionnaire pour l'époque, lui permettait ainsi, par l'abandon de Marie et son épaule nue, d’évoquer le parallèle ambigu entre l'amour mystique et l'érotisme.
Ce tableau exerça une influence prodigieuse sur le traitement pictural de ce thème que firent des peintres du renom de Gentileschi, de Rubens et de Simon Vouet, ou des sculpteurs comme Le Bernin (L'Extase de sainte Thérèse).

## Documentaire
En 2021, un documentaire intitulé Caravage : un chef-d'œuvre sort de l'ombre réalisé par Frédéric Wilner, retrace l'enquête menée sur une version du tableau dont l'authenticité est  soutenue par Mina Gregori. Conservée dans une collection privée italienne, la découverte de cette oeuvre inédite avait déjà fait l'objet de plusieurs articles de presse dès 2014,.